# Rompehielos Molotov
El Rompehielos Molotov (posteriormente Almirante Makarov), (1940 - 1966) fue un rompehielos de línea que fue construido en los Astilleros del Báltico de Leningrado, gemelo al Rompehielos Iósif Stalin. Tomó su nombre del dirigente soviético Viacheslav Mólotov.

## Construcción
Sobre la base de la experiencia obtenida en la navegación ártica con el Rompehielos Krassin, construido en Inglaterra en 1917, el mando naval soviético decidió la construcción en 1932 la construcción de naves rompehielos, encargando el proyecto al ingeniero Iván Smorgon. Se aprueba el proyecto en 1934, iniciándose la construcción de otros tres buques del a misma clase, el Stalin en Leningrado y Kaganovich y Mikoyan en Mykolaiv.

## Servicio
Entre agosto y diciembre de 1941, el rompehielos Molotov amarrado en los Astilleros del Báltico se convirtió en crucero auxiliar, siendo dotado principalmente de armamento antiaéreo.
Hasta 1957 estuvo en la Ruta del Mar del Norte, pasando posteriormente a tener base en el puerto de Vladivostok en el Lejano Oriente.
En 1958 fue rebautizado como "Almirante Makarov". En 1966 fue desguazado.

## Características
- Desplazamiento 11.000 toneladas
- Eslora: 106,9 metros
- Manga: 23,1 metros
- Calado: 8,8 metros
- Potencia: 10.000 caballos de fuerza
- Velocidad: 15,5 nudos
- Combustible: carbón y gasoil
- Tripulación: 142 hombres